# Peter Berling
Peter Berling (Meseritz-Obrawalde, antigua Posen-Prusia Occidental y actual Obrzyce, Polonia; 20 de marzo de 1934-Roma, Italia; 21 de noviembre de 2017) fue un escritor y actor alemán conocido por ser el autor de la pentalogía Los hijos del grial. También fue actor y productor de cine, así como crítico culinario.

## Biografía
En 1954 inició sus estudios en la Academia Bellas Artes de Múnich. Tras una estancia en el Magreb, regresó a Múnich en 1958 y se interesó por el mundo del cine. 
Berling trabajó como realizador con directores como Rainer Werner Fassbinder, Jean-Jacques Annaud o Martin Scorsese y como actor en diversas películas como Aguirre, la cólera de Dios o el El nombre de la rosa.

## Filmografía
- 1957 Immer wenn der Tag beginnt
- 1969 El amor es más frío que la muerte
- 1972 Aguirre, la cólera de Dios
- 1979 El matrimonio de María Braun (Die Ehe der Maria Braun)
- 1980 Theo gegen den Rest der Welt
- 1986 El nombre de la rosa
- 1987 Cobra Verde
- 1988 La última tentación de Cristo de Martin Scorsese
- 1989 Francesco de Liliana Cavani
- 1991 The Voyager
- 1993 Texas - Doc Snyder hält die Welt in Atem
- 1997 Praxis Dr. Hasenbein
- 2002 Gangs of New York
- 2004 La pasión de Cristo de Mel Gibson

## Novelas
- La Noche de Iesi
- La Condesa Hereje
- El Obispo y su Santo
- La Cruzada de los Niños
- A la sombra de las dagas, El Paraíso
- Los caballeros del santo sepulcro

### Los hijos del grial
La pentalogia de Los hijos del grial es una epopeya enmarcada en la Edad Media del siglo XIII y trata de las aventuras de dos muchachos que por su ascendencia están destinados a reconciliar las grandes religiones y a convertirse en reyes de un mundo de paz y armonía. Recrea de forma maravillosa todo el ambiente propio de esta apasionante época con todos sus ingredientes: tesoro guardado por los cátaros, Sacro imperio, la Iglesia, los caballeros templarios, hospitalarios y teutones, la secta de los asesinos, el priorato de Sion, los musulmanes, los mongoles, las cruzadas…
- Los Hijos del Grial (1991)
- Sangre de Reyes (1993)
- La Corona del Mundo (1994)
- El Cáliz Negro (2000)
- El Kilim de la Princesa (2004)